# Per Asplin
Per Wilhelm Asplin, född 10 augusti 1928 i Tønsberg, död 9 oktober 1996 i Oslo, var en norsk skådespelare, revyartist och sångare.
Asplin var med i den norska vokalgruppen The Monn Keys under 1950- och 60-talen. Förutom Per Asplin var även Sølvi Wang, Arne Bendiksen, Oddvar Sanne, Fredrik Conradi och Nora Brockstedt medlemmar i gruppen i olika perioder. Egil Monn-Iversen var musikalisk ledare.
Per Asplin var också känd för sina filmroller, han deltog fem gånger Norsk Melodi Grand Prix under 1960-talet. Han förbinds i eftertiden mest med julföreställningen Putti Plutti Pott og Julenissens skjegg.

## Diskografi (urval)
- 1960 – Julekos
- 1961 – Watching out for Per Asplin (EP)
- 1969 – Putti Plutti Pot og julenissens skjegg
- 1975 – Jeg fant jeg fant - sa Askeladden
- 1993 – Hei alle barn - gøy med Per Asplin

## Filmografi (urval)
- 1952 – Det kunne vært deg
- 1953 – Brudebuketten
- 1954 – Troll i ord
- 1954 – Portrettet
- 1956 – Gylne ungdom
- 1962 – Stackars stora starka karlar
- 1963 – Et døgn uden løgn
- 1964 – Blåjackor

## Filmmusik
- 1963 – Et døgn uden løgn

## Teater

### Roller
| År   | Roll        | Produktion         | Regi            | Teater        |
| ---- | ----------- | ------------------ | --------------- | ------------- |
| 1963 | Medverkande | Cranks John Cranko | Jackie Söderman | Lilla Teatern |